# アネッテ・ノルベリ
アネッテ・ノルベリ（Anette Norberg、1966年11月12日 - ）は、スウェーデン・ストックホルム出身の女性カーリング選手。1988年カルガリーオリンピック銀メダリスト（当時は公開競技）、2006年トリノオリンピック、2010年バンクーバーオリンピックの金メダリスト。

## 経歴
スウェーデン国内では長年ヘルネーサンド（スウェーデン語: Härnösand）のカーリング協会内のチームノルベリのスキップ（主将）としてチームを率いてきた。既婚で、普段は主任アクチュアリーの業務を行っている。
2005-2006年シーズンはスウェーデンにヨーロッパ選手権5連覇をもたらしたほか、トリノオリンピックでは決勝でミリアム・オット率いるスイスを接戦の末下し、スウェーデンに男女通じて初のカーリングにおける金メダルをもたらし、その後の世界選手権でもトリノ五輪と同じメンバーで臨み、決勝でアメリカを接戦の末破り、連覇を果たした。2010年のバンクーバーオリンピックでは決勝のカナダ戦で4-5とリードされた第9エンドに相手に1ポイントを取らせ第10エンドに同点、エクストラエンドに先攻ながら1点を獲得オリンピック連覇を果たした。
2010-2011シーズンからは、これまでのチームを解散、ヘルネーサンド協会を離れてカルルスタード協会に移籍し、新チームを結成すると、移籍初年度ながら5シーズンぶりに2011年の世界選手権を制覇した。
2013年4月に現役引退を表明。

## 主な成績
オリンピック
- 1988年カルガリーオリンピック銀メダル（リザーブ）
- 1992年アルベールビルオリンピック5位（スキップ）
- 2006年トリノオリンピック金メダル（スキップ）
- 2010年バンクーバーオリンピック金メダル（スキップ）

世界選手権
- 優勝3回：2004-2005年、2005-2006年、2010-2011年シーズン（スキップ）
- 準優勝2回：2000-2001年、2010-2011年シーズン（スキップ）

ヨーロッパ選手権
- 優勝7回：1988-1989年、2001-2002年、2002-2003年、2003-2004年、2004-2005年、2005-2006、2007-2008年シーズン（1988-1989年シーズンのみサード、他は全てスキップ）